# Kaplica św. Stanisława Kostki w Gowarzewie
Kaplica św. Stanisława Kostki w Gowarzewie – katolicka kaplica zlokalizowana w Gowarzewie (gmina Kleszczewo), pod wezwaniem świętego Stanisława Kostki. Podlega parafii Narodzenia Najświętszej Maryi Panny w Tulcach. Mieści się w gowarzewskim dworku.

## Historia
Dworek został zbudowany w 1905 roku, za niemieckich rządów. W części budynku zorganizowano szkołę dla dzieci protestanckich rolników, a w pozostałej przestrzeni utworzono, również protestancką, kaplicę. Zmieniło się to w 1945, kiedy po przyłączeniu Gowarzewa do Polski kaplica stała się katolicka. Od tego czasu, w niedziele, święta zniesione i pierwsze piątki miesiąca mszę odprawia proboszcz z Tulec.
W 1946 budowę (wówczas stojącej przed kaplicą) figury Maryi zainicjowali Tomasz i Kornelia Gawłowscy. W latach siedemdziesiątych zlikwidowano we wsi pozostałości istniejącego dawniej protestanckiego cmentarza. W 1986 zakupiono krzyż, który stanął przed kaplicą, w 1988 zamontowano nowoczesną aparaturę nagłośnieniową, zaś w 1998 kaplica przeszła nowoczesny remont, w tym zamontowanie elektronicznych organów.